# 토사교문
토사교문(討邪敎文)은 1801년 신유박해 때 반포된 척사윤음(斥邪綸音)이다. 당시 대제학(大提學) 이만수(李晩秀)가 지었다. 원제목은 반교문(頒敎文) 또는 척사윤음(斥邪綸音)이지만, 보통 토사교문, 토사반교문으로 불린다.

## 경과
1801년 12월 22일(음)에 대왕대비 정순왕후는 토사교문(討邪敎文)을 반포하였다. 위정척사(衛正斥邪)라는 유교적 이념에 근거하여 천주교를 사학(邪學)으로 규정하고 신유박해의 상황 및 결과와 아울러 다시는 천주교를 믿는 무리가 없도록 하라는 취지가 담겨져 있었다. 그리고 청나라에 가는 사신의 수를 200명 이내로 줄이고, 40일 이상 머물지 못하게 하는 등 서학이나 서양 문물을 접촉할 수 없도록 엄격한 쇄국정책을 쓰기 시작했다. 또한 12월 22일 이전에 죄를 지은 자 중 사형을 선고 받은 자를 제외하고 모두 석방한다는 항목도 들어있고, 또한 사교를 믿는 자는 엄벌에 처하겠다는 언급을 했으나 이는 역률로 다스리겠다는 예전의 지시를 뒤엎는 것이었다.
정순왕후는 토사교문을 발표한 뒤 더 이상 천주교도를 잡아들이지 못하게 하였으며, 이가환과 권철신 등의 가족에게 형벌을 내리지 못하게 하였으며, 이미 검거된 천주교인들에 대한 처결도 해를 넘기기 전에 마무리 지을 것을 명했다. 한편, 지난 1년간의 박해로 약 300명 정도가 죽었고 수많은 사람들이 유배를 떠났는데, 그대로 숙청작업을 마무리했다.

## 같이 보기
- 황사영
- 황사영 백서
- 신유박해
- 조선의 천주교 박해

### 내용주
1. ↑   반교문(頒敎文)은 조선왕조 실록에 나온 글의 제목이다.[1] 斥邪綸音(척사윤음)은 반교문이 수록된 책의 제목이다. 당시 이런 종류의 글은 대부분 척사윤음이라는 제목으로 반포되었다.

### 참조주
1. 1 2 3   조선왕조실록 순조실록, 순조 1년 12월 22일  1번째 기사
2. ↑  [카톨릭평화방송 평화신문] 대왕대비 정순왕후 김씨 토역반교문(討逆頒敎文) <토사교문> 반포보관됨 2021-08-22 - 웨이백 머신
3. ↑  박은봉 <한 권으로 보는 한국사> 가람기획 1993년 211쪽.
4. ↑  이이화 <한국사 이야기 16> 한길사 2009.4.10. 206쪽.
5. ↑  이이화 <한국사 이야기 16> 한길사 2009.4.10. 207쪽.